# 新元記念館

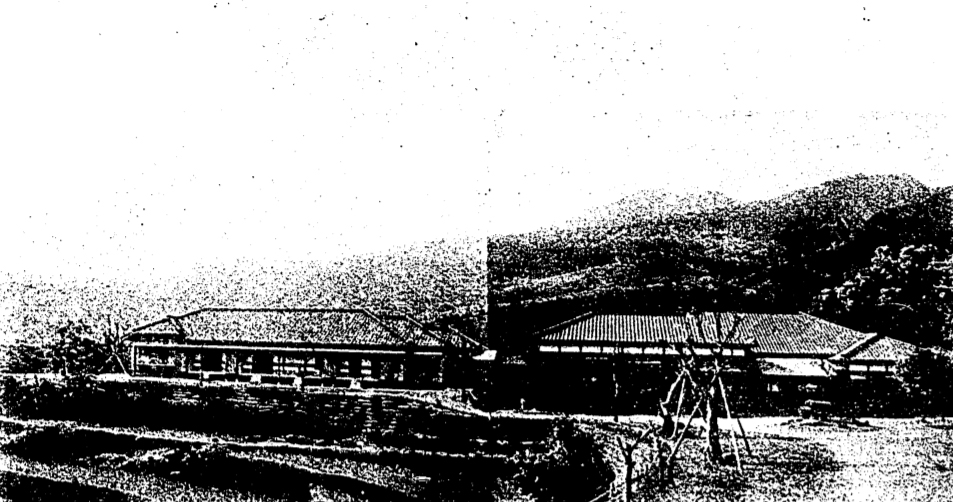
新元記念館鐵道俱樂部全景 (1927年)

25°08′20″N 121°30′21″E / 25.138879°N 121.505845°E新元記念館，全名為新元記念館鐵道俱樂部，其位於北投溫泉，是為了紀念曾擔任鐵道部長的新元鹿之助而興建的鐵道從業人員俱樂部，建於台灣日治時期1927年，並在1934將部分改建為新館。新元記念館原址位於現今臺北市北投區泉源路上，現已不存。

## 介紹
新元鹿之助在1919年至1925年擔任鐵道部長，為紀念其在任職時的貢獻，新元記念館的興建計畫在其退休後被提出。此俱樂部提供臺灣鐵道協會的會員或鐵道從業人員及相關人士使用，主要提供住宿等娛樂功能，其由臺灣鐵道協會負責經營，館內設有和室數間、食堂、商店和撞球場。新元鹿之助在1928年2月7日來臺時，鐵道部的幹部在隔日於此舉辦了歡迎會。1934年，在原新元紀念館東側建了新館，並新設網球場。

二戰後，新元記念館改為鐵路局的員工休閒俱樂部「麗園新村」，部分建物在1970年左右改建為公寓，其他則在2005年後拆除，現為公寓大樓。